# Steel Panthers: World at War
Steel Panthers: World at War è un videogioco strategico a turni ambientato nella Seconda guerra mondiale, sviluppato e pubblicato da Matrix Games nel 2000 come titolo freeware. Il gioco è una versione aggiornata e ampliata del primo gioco della serie Steel Panthers, creata da Gary Grigsby e Keith Brors per la Strategic Simulations Inc. (SSI) negli anni '90, con il contributo di Brigham Hausman e Joel Billings. A differenza dei titoli precedenti, SP:WaW è stato distribuito gratis via internet e fu uno dei primi wargame importanti a essere pubblicato interamente in formato digitale.

## Sviluppo
Le origini di Steel Panthers: World at War sono legate al percorso di David Heath, appassionato di wargame fin da ragazzo e attivo come playtester per vari editori come SSI. Negli anni '90 Heath fondò The Gamers Net, un sito web dedicato a recensioni e discussioni su giochi da tavolo e videogiochi storici. In questo periodo instaurò rapporti con figure note come Joel Billings e Gary Grigsby. Heath propose a Billings un'idea insolita per l'epoca: ottenere il codice sorgente della serie Steel Panthers per sviluppare una nuova versione destinata agli appassionati. Anche se era una pratica rarissima nel settore, Billings e Grigsby accettarono, permettendo di avviare un progetto parallelo rispetto alla linea ufficiale SSI. Il team di sviluppo includeva Michael Wood come programmatore principale, Bill Wilder e il gruppo “Raiders” per la creazione degli scenari, oltre a contributi del team originale. L'obiettivo non era solo fare un'espansione, ma quasi una riscrittura del motore di gioco, con miglioramenti alla grafica, alla fedeltà storica e alla giocabilità.

## Caratteristiche di gioco
Steel Panthers: World at War è un wargame tattico a turni che simula scontri della Seconda guerra mondiale con molto dettaglio. Il giocatore può comandare da una singola squadra di fanteria fino a un battaglione corazzato, scegliendo tra le principali nazioni Alleate o dell'Asse. Il gioco introdusse varie novità:
- oltre 70 scenari nuovi in diversi teatri di guerra, sia storici che ipotetici[2]
- database rivisto con dati aggiornati su veicoli, armi e unità[2]
- nuova grafica e nuovi effetti sonori[2]
- supporto PBEM (Play by Mail) con sistema di crittografia per il multigiocatore asincrono[2]
- miglioramenti del motore di gioco per un'IA più raffinata e un'interfaccia utente più comoda[2]

SP:WaW non richiede i precedenti capitoli, ma necessita del CD-ROM di Steel Panthers 2 o Steel Panthers 3 per avviarsi. Questa scelta, seppure un pò scomoda per alcuni utenti, permise di mantenere compatibilità con le risorse originali.

## Pubblicazione
Matrix Games annunciò la pubblicazione di SP:WaW il 5 agosto 2000. Il titolo fu distribuito solo in formato digitale, con un download di circa 28 MB dal sito ufficiale. Questa scelta, non molto comune per i giochi complessi di quegli anni, permise di raggiungere rapidamente giocatori in tutto il mondo senza i costi della distribuzione fisica. Insieme all'uscita, Matrix Games annunciò anche l'imminente pubblicazione di Wars of Napoleon 1805–1815, segnando l'inizio della sua attività come editore specializzato in wargame. In quel momento la società stava ancora definendo il suo catalogo, ma SP:WaW diventò subito il suo titolo di punta.

## Accoglienza
SP:WaW fu accolto positivamente dalla comunità dei giocatori e dai siti specializzati. Molti lo considerarono una sorta di “versione definitiva” di Steel Panthers, elogiando sopratutto la quantità di contenuti, le migliorie tecniche e la fedeltà al gioco originale. Per Matrix Games, SP:WaW non fu solo un successo, ma anche il punto di partenza della sua crescita. Dimostrò che un wargame complesso, distribuito gratis e sviluppato con risorse limitate, poteva avere un forte impatto nel mercato di nicchia. David Heath e il team hanno interpretato SP:WaW come il vero trampolino di lancio per i progetti futuri, mantenendo un approccio orientato alla qualità e al rapporto con la community. Negli anni seguenti, Matrix Games avrebbe pubblicato altri titoli di strategia storica, consolidando la sua reputazione.